# Standard Athletic Club
Standard Athletic Club je britský společenský klub v Paříži ve Francii, založený roku 1890 jako jeden z prvních fotbalových klubů ve Francii. Tým se stal 5× mistrem Francie. Klub provozoval fotbal, tenis, pozemní hokej a kriket. Po druhé světové válce přibyly plavání, golf a squash.

## Historie
Standard Athletic Club byl založen Brity v Paříži roku 1890, aby provozovali sport v boulogneském lesíku, roku 1906 si pronajal pozemek jinde a roku 1922 se přestěhoval do Meudonu.
Fotbalový tým se stal 5× mistrem Francie v prvních letech francouzské ligy na přelomu 19. a 20. století.
Klub provozoval fotbal, tenis, pozemní hokej a kriket. Po 2. světové válce přibyly plavání, golf a squash.

## Získané trofeje

### Vyhrané domácí soutěže
- 1. francouzská liga ( 5× )

(1894, 1895, 1897, 1898, 1901)